# Ноченька (пісня)
«Ноченька»  — пісня української співачки Тіни Кароль з   студійного альбому «Ноченька». Як  сингл випущений в 2006 році.

## Опис
Пісня "Ноченька" - стала синглом альбому «Ноченька» Тіни Кароль. Автор пісні - Олексій Батьковський та Михайло Некрасов.

## Відеокліп
Режисером кліпу виступив Алан Бадоєв
Алан Бадоєв : - Але спочатку сама пісня була геніальна. Коли мені її приніс тодішній продюсер співачки Олег Чорний, він сказав, що бачить Тіну в яблуках, що пливе в човні, можливо, ще в тумані і у вишиванці. Я його, звичайно, вислухав уважно, але відразу відповів, що такого ми робити не будемо. (Сміється.) Тіна вже тоді працювала на розрив і могла не спати по двоє доби. На той момент вона вже була настільки худа і виснажена, адже не давала сама собі можливість розслабитися.
"Ноченька" я уявив собі у вигляді її монологу, наповненого божевільною самотністю. Мені хотілося розкрити тему пошуків взаємної любові і бажання стати сильною особою, що, власне, потім з нею і сталося в реальному житті. І коли я собі це представив, я подумав, яким же чином це можна показати. І я відразу згадав фільм Blowup Антоніоні, де є сцена, в якій фотограф буквально роздягає модель своєю камерою.
Я запропонував це Тіні, сказавши, який саме я її бачу. А саме дуже ніжною, відкритою, ранимою. І потрібно віддати належне сміливості Тіни. Хоча Чорний був категорично проти цієї ідеї взагалі. Я до цього дня вважаю, що це один з кращих моїх кліпів. І одна з найзворушливіших моїх робіт. Кліп був знятий дуже швидко, і Тіна відпрацювала геніально. 

## Список композицій
| Цифрове завантаження, стримінг | Цифрове завантаження, стримінг | Цифрове завантаження, стримінг | Цифрове завантаження, стримінг | Цифрове завантаження, стримінг |
| #                              | Назва                          | Автор слів                     | Автор музики                   | Тривалість                     |
| ------------------------------ | ------------------------------ | ------------------------------ | ------------------------------ | ------------------------------ |
| 1.                             | «Ноченька»                     | Олексій Батьковський           | Михайло Некрасов               | 3:09                           |

## Live виконання
2011 р. "Ноченька" - перший сольний концерт в Києві 
2014 р. "Ноченька" - Фільм "Сила любові  та  голоса" 
2015 р. "Ноченька" -  музична вистава "Я все еще люблю" 
2021 р. "Ноченька" - на каналі КТК (Казахстан) 